# Gunno Kinnman
Ragnar Fritz Gunno Kinnman, född 30 december 1885 i Norrtälje församling, död 19 juli 1961 i Danderyd, var en svensk jägmästare och skogsvetare. Han var bror till Torsten Kinnman.
Kinnman avlade jägmästarexamen vid Skogsinstitutet 1908, var från 1915 tillförordnad lektor vid Skogshögskolan och från 1918 ordinarie lektor. Han blev 1947 tillförordnad professor i skogsteknologi vid Skogshögskolan och var professor i virkeslära 1949–1953. Kinnman blev riddare av Nordstjärneorden 1930. Han är begraven på Östra Ämterviks kyrkogård.